# Androsace handel-mazzettii
Androsace handel-mazzettii är en viveväxtart som beskrevs av Kress. Androsace handel-mazzettii ingår i släktet grusvivor, och familjen viveväxter. Inga underarter finns listade i Catalogue of Life.